# Triumvirat Mediterrani
El Triumvirat Mediterrani és una fira de recreació històrica que es celebra a la vila de l'Escala (Alt Empordà) des del 1996, el primer cap de setmana de maig. És una festa lúdica i cultural dedicada a la convivència de tres cultures: la indiqueta, la grega i la romana. Hi ha diferents activitats com exposicions, conferències, balls, recitals, tallers, contacontes, mercat d'artesania i productes naturals i altres. Les activitats tenen lloc en dos espais principals: el jaciment greco-romà d'Empúries, el Museu d'Arqueologia de Catalunya - Empúries, i el centre urbà, a l'entorn de la Platja.
El nom de la fira fa referència al triumvirat romà, que eren les tres persones que formaven una comissió o associació per governar la república. La fira fa reviure la riquesa cultural, lúdica i recreativa dels tres pobles antics, amb cultures diferents, que van conviure a Empúries: els ibers, els grecs i els romans.